# The Tokyo Showdown
Albums de In Flames
Clayman Reroute to Remain
The Tokyo Showdown est le premier album live du groupe de death metal mélodique In Flames. Il est sorti en 2001.

## Musiciens
- Anders Fridén - Chant
- Björn Gelotte - Guitare
- Jesper Strömblad - Guitare
- Peter Iwers - Basse
- Daniel Svensson - Batterie

## Titres
| No  | Titre                                       | Durée |
| --- | ------------------------------------------- | ----- |
| 1.  | Bullet Ride (tiré de Clayman, 2000)         | 4:41  |
| 2.  | Embody the Invisible (tiré de Colony, 1999) | 3:42  |
| 3.  | Jotun (tiré de Whoracle, 1997)              | 3:33  |
| 4.  | Food for the Gods (tiré de Whoracle, 1997)  | 4:24  |
| 5.  | Moonshield (tiré de The Jester Race, 1996)  | 4:25  |
| 6.  | Clayman (tiré de Clayman, 2000)             | 3:36  |
| 7.  | Swim (tiré de Clayman, 2000)                | 3:21  |
| 8.  | Behind Space (tiré de Lunar Strain, 1994)   | 3:52  |
| 9.  | Only for the Weak (tiré de Clayman, 2000)   | 4:31  |
| 10. | Gyroscope (tiré de Whoracle, 1997)          | 3:25  |
| 11. | Scorn (tiré de Colony, 1999)                | 3:50  |
| 12. | Ordinary Story (tiré de Colony, 1999)       | 4:15  |
| 13. | Pinball Map (tiré de Clayman, 2000)         | 4:33  |
| 14. | Colony (tiré de Colony, 1999)               | 4:47  |
| 15. | Episode 666 (tiré de Whoracle, 1997)        | 3:37  |

### Disque Bonus
Il existe sur certaines versions, un disque bonus comprenant les morceaux suivants.
| No | Titre                        | Durée |
| -- | ---------------------------- | ----- |
| 1. | Clad in Shadows '99          | 2:24  |
| 2. | Strong and Smart             | 2:33  |
| 3. | Man Made God                 | 4:11  |
| 4. | Behind Space (live)          | 3:37  |
| 5. | Goliaths Disarm Their Davids | 4:55  |